# 薩訥河
46°58′45″N 7°15′38″E / 46.97926°N 7.26050°E

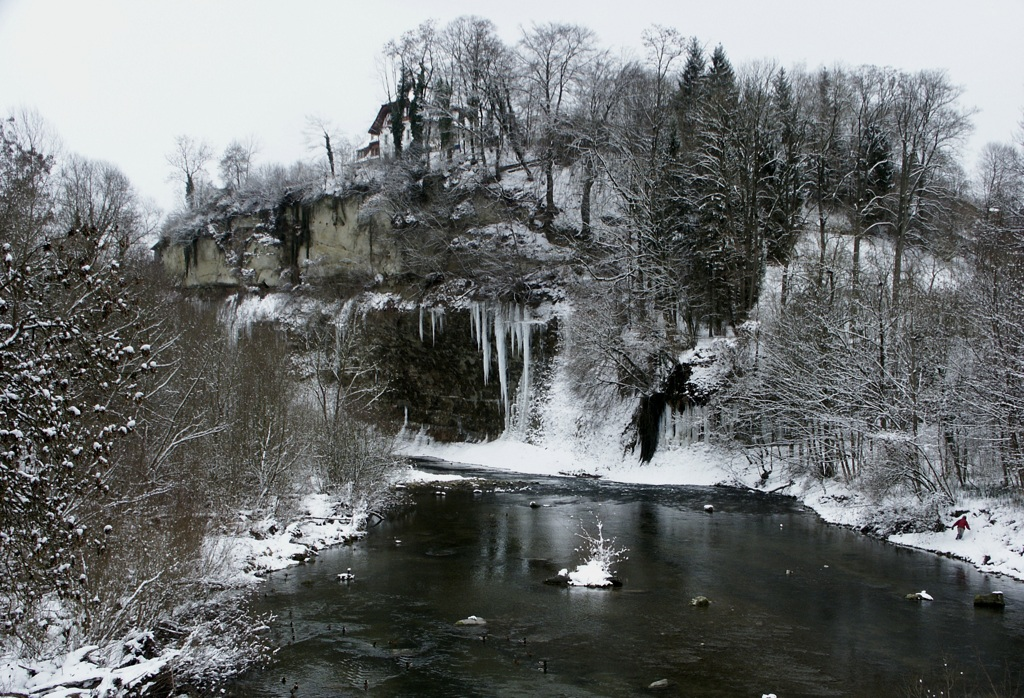

薩訥河（德語：Saane，德語發音：[ˈzaːnə]），法语称薩林河（法語：Sarine，法語發音：[saʁin]），是瑞士的河流，位於該國中西部，流經瓦萊州、伯恩州和弗里堡州，屬於阿勒河的支流，河道全長126公里，流域面積1,983平方公里。